# Heinie Conklin
Heinie Conklin, pseudonimo di Charles John Conklin (San Francisco, 15 luglio 1886 – Hollywood, 30 luglio 1959), è stato un attore statunitense che iniziò la sua carriera all'epoca del muto.
Attore comico, recitò in circa 470 tra film e cortometraggi tra il 1915 e il 1959, ricoprendo molto spesso il ruolo del cattivo di turno. Lavorò con molti dei capisaldi del cinema comico degli anni dieci, tra cui il grande Charlie Chaplin, ma poi anche con registi quali John Ford, Gregory La Cava, Howard Hawks.
Lavorò alla Keystone nello stesso periodo di Chester Conklin, popolare attore comico protagonista di alcuni film della casa di produzione fondata a New York nel 1912 dal canadese Mack Sennett. I due Concklin non avevano alcun legame di parentela tra di loro.

## Filmografia parziale

### 1915
- His Twentieth Century Susie, regia di Allen Curtis – cortometraggio (1915)
- Dad's Awful Deed, regia di Allen Curtis – cortometraggio (1915)
- Wanted: A Piano Tuner, regia di Allen Curtis – cortometraggio (1915)

### 1916
- Mrs. Green's Mistake, regia di Allen Curtis – cortometraggio (1916)
- Love Laughs at the Law, regia di Allen Curtis – cortometraggio (1916)
- Muchly Married, regia di Allen Curtis – cortometraggio (1916)
- The Tale of a Telegram, regia di Allen Curtis – cortometraggio (1916)
- His Highness, the Janitor, regia di Allen Curtis – cortometraggio (1916)
- Hubby Puts One Over
- The Jitney Driver's Romance, regia di Allen Curtis – cortometraggio (1916)
- Perfect Match, or: 1 Plus 1 Equals 2, regia di Roy Clements – cortometraggio (1916)
- A Wife for a Ransom, regia di Allen Curtis – cortometraggio (1916)
- A Raffle for a Husband, regia di Allen Curtis – cortometraggio (1916)
- A Stage Villain, regia di Allen Curtis – cortometraggio (1916)
- A Dark Suspicion, regia di Allen Curtis – cortometraggio (1916)
- Love Quarantined, regia di Allen Curtis – cortometraggio (1916)
- The Fall of Deacon Stillwaters, regia di Allen Curtis – cortometraggio (1916)
- Bashful Charley's Proposal, regia di Allen Curtis – cortometraggio (1916)
- An All Around Cure, regia di Allen Curtis – cortometraggio (1916)
- The Harem Scarem Deacon, regia di Allen Curtis – cortometraggio (1916)
- She Was Some Vampire, regia di Allen Curtis – cortometraggio (1916)
- I've Got Yer Number, regia di Allen Curtis – cortometraggio (1916)
- Kate's Lover's Knots, regia di Allen Curtis – cortometraggio (1916)
- She Wrote a Play and Played It, regia di Allen Curtis – cortometraggio (1916)
- Soup and Nuts, regia di Allen Curtis – cortometraggio (1916)
- A Marriage for Revenge, regia di Allen Curtis – cortometraggio (1916)
- The Elixir of Life
- The Deacon Stops the Show, regia di Allen Curtis – cortometraggio (1916)
- In Onion There Is Strength, regia di Allen Curtis – cortometraggio (1916)
- Musical Madness
- The Inspector's Double, regia di William Beaudine – cortometraggio (1916)
- Beans and Bullets, regia di William Beaudine – cortometraggio (1916)
- A Crooked Mix-Up, regia di William Beaudine – cortometraggio (1916)
- A Shadowed Shadow, regia di William Beaudine – cortometraggio (1916)
- In Love with a Fireman, regia di William Beaudine – cortometraggio (1916)
- Their First Arrest, regia di William Beaudine – cortometraggio (1916)
- A Janitor's Vendetta, regia di William Beaudine – cortometraggio (1916)
- Scrappily Married, regia di William Beaudine (1916)
- The Tramp Chef, regia di William Beaudine – cortometraggio (1916)
- Their Dark Secret, regia di William Beaudine (1916)
- Jags and Jealousy, regia di William Beaudine (1916)
- A Tale of a Turk, regia di William Beaudine (1916)

### 1917
- Love in Suspense, regia di William Beaudine – cortometraggio (1917)
- When Damon Fell for Pythias, regia di William Beaudine – cortometraggio (1917)
- Mines and Matrimony, regia di William Beaudine – cortometraggio (1917)
- Passing the Grip, regia di William Beaudine – cortometraggio (1917)
- His Merry Mix-Up, regia di Charles Parrott (Charley Chase) – cortometraggio (1917)
- The Film Spoilers, regia di Charles Parrott (Charley Chase) – cortometraggio (1917)
- Take Back Your Wife, regia di William Beaudine – cortometraggio (1917)
- An Aerial Joy Ride, regia di Charles Reed – cortometraggio (1917)
- His Bomb Policy, regia di Charles Parrott (Charley Chase) – cortometraggio (1917)

### 1918
- Hungry Lions in a Hospital, regia di Jack White – cortometraggio (1918)
- Are Married Policemen Safe?, regia di F. Richard Jones – cortometraggio (1918)
- It Pays to Exercise, regia di Hampton Del Ruth, F. Richard Jones – cortometraggio (1918)
- Saucy Madeline, regia di F. Richard Jones – cortometraggio (1918)
- The Battle Royal, regia di Hampton Del Ruth e F. Richard Jones – cortometraggio (1918)
- Two Tough Tenderfeet, regia di Hampton Del Ruth, F. Richard Jones – cortometraggio (1918)
- Who's Your Father?, regia di Tom Mix – cortometraggio (1918)
- Her Screen Idol, regia di Edward F. Cline (come Eddie Cline) – cortometraggio (1918)
- She Loved Him Plenty, regia di Hampton Del Ruth, F. Richard Jones – cortometraggio (1918)
- Sleuths, regia di F. Richard Jones – cortometraggio (1918)
- Whose Little Wife Are You?, regia di Edward F. Cline – cortometraggio (1918)
- Hide and Seek, Detectives, regia di Edward F. Cline – cortometraggio (1918)

### 1919
- Cupid's Day Off, regia di Edward F. Cline – cortometraggio (1919)
- East Lynne with Variations, regia di Edward F. Cline – cortometraggio (1919)
- Yankee Doodle in Berlin, regia di F. Richard Jones (1919)
- The Foolish Age, regia di F. Richard Jones – cortometraggio (1919)
- When Love Is Blind, regia di Edward F. Cline – cortometraggio (1919)
- Love's False Faces, regia di F. Richard Jones – cortometraggio (1919)
- No Mother to Guide Him, regia di Erle C. Kenton, Malcolm St. Clair – cortometraggio (1919)
- Hearts and Flowers, regia di Edward F. Cline (1919)
- Trying to Get Along, regia di F. Richard Jones – cortometraggio (1919)
- Uncle Tom Without a Cabin, regia di Edward F. Cline, Ray Hunt (1919)
- Salome vs. Shenandoah, regia di Ray Grey, Ray Hunt, Erle C. Kenton – cortometraggio (1919)

### 1920
- By Golly!, regia di Charles Murray – cortometraggio (1920)
- Married Life, regia di Erle C. Kenton (1920)
- Tutti in macchina (You Wouldn't Believe It), regia di Erle C. Kenton – cortometraggio (1920)
- The Kick in High Life, regia di Al Herman, Albert Ray – cortometraggio (1920)
- Wet and Warmer, regia di Henry Lehrman – cortometraggio (1920)

### 1921
- A Small Town Idol, regia di Erle C. Kenton e Mack Sennett (1921)
- She Sighed by the Seaside, regia di Erle C. Kenton – cortometraggio (1921)

### 1922
- Step Forward, regia di William Beaudine, F. Richard Jones, Gus Meins – cortometraggio (1922)
- Step Lively, Please, regia di Edgar Kennedy – cortometraggio (1922)

### 1923
- The Two Johns, regia di Tom Buckingham – cortometraggio (1923)
- The Day of Faith, regia di Tod Browning (1923)

### 1924
- George Washington, Jr., regia di Malcolm St. Clair (1924)
- Beau Brummel, regia di Harry Beaumont (1924)
- The Fire Patrol , regia di Hunt Stromberg (1924)
- Find Your Man , regia di Malcolm St. Clair (1924)
- The Cyclone Rider , regia di Tom Buckingham (1924)
- Troubles of a Bride, regia di Tom Buckingham (1924)

### 1925
- A Fool and His Money, regia di Erle C. Kenton (1925)
- The Marriage Circus – cortometraggio
- La febbre dell'oro (The Gold Rush), regia di Charles Chaplin (1925)
- Below the Line, regia di Herman C. Raymaker (1925)
- Red Hot Tires, regia di Erle C. Kenton (1925)
- Seven Sinners, regia di Lewis Milestone (1925)
- Clash of the Wolves, regia di Noel M. Smith (1925)
- Hogan's Alley, regia di Roy Del Ruth (1925)

### 1927
- Cheaters, regia di Oscar Apfel (1927)
- Beware of Widows, regia di Wesley Ruggles (1927)
- Riscossa indiana (Drums of the Desert), regia di John Waters (1927)
- Calze di seta (Silk Stockings), regia di Wesley Ruggles (1927)
- The Girl in the Pullman, regia di Erle C. Kenton (1927)
- Ham and Eggs at the Front, regia di Roy Del Ruth (1927)

### 1928
- Il circo (The Circus), regia di Charlie Chaplin (1928)
- Tastatemi il polso (Feel My Pulse), regia di Gregory La Cava (1928)
- Horseman of the Plains, regia di Benjamin Stoloff (1928)
- A Trick of Hearts, regia di Reeves Eason (1928)
- Lo specchio dell'amore (Beau Broadway), regia di Malcolm St. Clair (1928)
- La via delle stelle (The Air Circus), regia di Howard Hawks e Lewis Seiler (1928)

### 1929
- Don't Be Nervous – cortometraggio
- L'ultimo viaggio (Side Street), regia di Malcolm St. Clair (1929)
- La più bella vittoria (Night Parade), regia di Malcolm St. Clair (1929)
- Rivista delle nazioni (The Show of Shows), regia di John G. Adolfi (1929)
- Rosa tigrata

### 1930
- Mickey's Champs, regia di Albert Herman – cortometraggio (1930)
- All'ovest niente di nuovo (All Quiet on the Western Front), regia di Lewis Milestone (1930)
- Soup to Nuts
- I prodigi del 2000
- A Hollywood Theme Song, regia di William Beaudine – cortometraggio (1930)
- Duckling Duty  (1930)

### 1931
- Stage Struck, regia di Albert Ray – cortometraggio (1931)
- The Great Meadow, regia di Charles Brabin (1931)
- I pionieri del West (Cimarron), regia di Wesley Ruggles (1931)
- Sit Tight
- Un americano alla corte di re Artù (A Connecticut Yankee), regia di David Butler (1931)
- L'uomo d'acciaio (Iron Man), regia di Tod Browning (1931)
- Traveling Husbands, regia di Paul Sloane (1931)
- The Cannonball
- The Law of the Sea

### 1932
- Chi la dura la vince
- The Wet Parade, regia di Victor Fleming (1932)
- Dumb Dicks
- Speed in the Gay Nineties, regia di Del Lord – cortometraggio (1932)
- Lighthouse Love
- The Spot on the Rug, regia di Del Lord – cortometraggio (1932)
- Meet the Senator
- Gigolettes
- Law of the North
- A che prezzo Hollywood? (What Price Hollywood?), regia di George Cukor (1932)
- Gambe da un milione di dollari
- Young Ironsides
- Trailing the Killer
- Io e la mia ragazza (Me and My Gal), regia di Raoul Walsh (1932)
- Handle with Care, regia di David Butler (1932)
- Silenzio sublime

### 1933
- Hollywood on Parade No. A-6
- Lady Lou (She Done Him Wrong), regia di Lowell Sherman (1933)
- Hallelujah I'm a Bum
- Signore sole
- I diplomaniaci
- Lilly Turner, regia di William A. Wellman (1933)
- Private Detective 62
- Baby Face, regia di Alfred E. Green (1933)
- Voltaire, regia di John G. Adolfi (1933)
- Ducky Dear
- Spavalderia
- Il cavaliere del destino (Riders of Destiny), regia di Robert N. Bradbury (1933)
- The Chief, regia di Charles Reisner (1933)
- Jimmy and Sally

### 1934
- Amanti fuggitivi
- Bolero, regia di Wesley Ruggles e Mitchell Leisen (1934)
- Love Detectives
- The Show-Off
- The Dancing Millionaire

### 1935
- Maybe It's Love, regia di William C. McGann (1935)
- La carne e l'anima (Society Doctor), regia di George B. Seitz (1935)
- Il maggiordomo (Ruggles of Red Gap), regia di Leo McCarey (1935)
- Il sergente di ferro (Les Misérables), regia di Richard Boleslawski (1935)
- Old Sawbones
- Roaring Roads
- Uncivil Warriors
- Tramp Tramp Tramp
- Ultime notizie (The Murder Man), regia di Tim Whelan (1935)
- Gli amori di Susanna (The Affair of Susan), regia di Kurt Neumann (1935)
- Il battello pazzo (Steamboat Round the Bend), regia di John Ford (1935)
- The Calling of Dan Matthews

### 1936
- Tempi moderni (Modern Times), regia di Charles Chaplin (1936)
- Ambizione (Come and Get It), registi vari (1936)

### 1939
- Charlie Chan a Reno (Charlie Chan in Reno), regia di Norman Foster (1939)

### 1941
- Se mi vuoi sposami (Honky Tonk), regia di Jack Conway (1941)

### 1942
- Hold 'Em Jail, regia di Lloyd French (1942)

### 1944
- California (Can't Help Singing), regia di Frank Ryan (1944)

### 1947
- Last Days of Boot Hill, regia di Ray Nazarro (1947)

### 1948
- Il naufragio dell'Hesperus
- Tenth Avenue Angel, regia di Roy Rowland (1948)
- West of Sonora, regia di Ray Nazarro (1948)
- La legge del cuore (Big City), regia di Norman Taurog (1948)
- Tall, Dark and Gruesome
- Billie Gets Her Man
- I quattro rivali (Road House), regia di Jean Negulesco (1948)
- I'm a Monkey's Uncle
- Infedelmente tua (Unfaithfully Yours), regia di Preston Sturges (1948)
- A Pinch in Time
- Abbandonata in viaggio di nozze (Family Honeymoon), regia di Claude Binyon (1948)
- Crime on Their Hands
- Loaded Pistols, regia di John English (1948)
- Smoky Mountain Melody, regia di Ray Nazarro (1948)

### 1950
- Bill sei grande! (When Willie Comes Marching Home), regia di John Ford (1950)

### 1956
- Gioventù ribelle (Teenage Rebel), regia di Edmund Goulding (1956)
- Fratelli rivali (Love Me Tender), regia di Robert D. Webb (1956)

### 1959
- Il pistolero di Laredo (Gunman from Laredo), regia di Wallace MacDonald (1959)

### Televisione
- Scienza e fantasia (Science Fiction Theatre) – serie TV, episodio 1x16 (1955)

## Doppiatori italiani
- Olinto Cristina in All'ovest niente di nuovo